# Gellainville
Gellainville är en kommun i departementet Eure-et-Loir i regionen Centre-Val de Loire strax norr om centrala Frankrike. Kommunen ligger i kantonen Chartres-Sud-Est som tillhör arrondissementet Chartres. År 2022 hade Gellainville 763 invånare.

## Befolkningsutveckling
Antalet invånare i kommunen Gellainville
Referens:INSEE